# Angraecum germinyanum
Angraecum germinyanum là một loài lan. Loài này phân bố ở Madagascar with a waxy flower occurring in spring and summer.

## Notes and chú thích
1. ↑  Angraecum germinyanum Lưu trữ ngày 23 tháng 4 năm 2009 tại Wayback Machine, ENCYCLOPEDIA
ANGRAECORUM.

 Tư liệu liên quan tới Angraecum germinyanum tại Wikimedia Commons
 Dữ liệu liên quan tới Angraecum germinyanum tại Wikispecies